# Ngô Ngọc Bội
Ngô Ngọc Bội (1928 – 2018) là nhà văn Việt Nam, được tặng Giải thưởng Nhà nước về Văn học Nghệ thuật vào năm 2012.  

## Tiểu sử
Ngô Ngọc Bội (có bút danh Ngọc Bội, Kim Môn) sinh ngày 14 tháng 4 năm 1928 tại xã Phú Khê, huyện Cẩm Khê, tỉnh Phú Thọ.  
Ngô Ngọc Bội sinh trưởng trong một gia đình trung lưu, đến năm 1945 thì gia đình bị phá sản, Ngô Ngọc Bội phải bỏ dở chương trình tiểu học thời Pháp về làm nông nghiệp. Từ năm 1945 đến 1948, ông tham gia hoạt động Thanh niên Cứu quốc, rồi dân quân du kích tại xã. Các năm 1948 - 1949, ông làm cán sự huyện đội Cẩm Khê. Từ năm 1957 đến 1968, ông làm cán bộ Ty Văn hóa Phú Thọ rồi Vĩnh Phú. Từ năm 1968 đến 1993, ông làm biên tập viên, sau đó là trưởng ban biên tập văn xuôi Báo Văn nghệ, Hội Nhà văn Việt Nam. Năm 1994 ông nghỉ hưu và chuyển hẳn về sinh sống ở quê.
Ông là đảng viên Đảng Cộng sản Việt Nam; hội viên Hội Nhà văn Việt Nam từ năm 1976.
Ông mất ngày 16 tháng 5 năm 2018.

## Sự nghiệp
Trong cuộc đời viết văn, Ngô Ngọc Bội chỉ tập trung mỗi mảng đề tài nông nghiệp, nông dân, nông thôn. Một số người cho rằng, Ngô Ngọc Bội là nhà văn số 1 về nông dân Việt Nam.
Với vốn hiểu biết khá sâu sắc về nông thôn, cùng với phong tục tập quán, tâm tư, nguyện vọng của người nông dân nên Ngô Ngọc Bội đã sớm nhận ra những khiếm khuyết trong một số chính sách, và ông không ngần ngại đề cập trong tác phẩm một cách không né tránh. Điều này đã khiến ông không ít lần gặp phiền toái. Tiểu thuyết "Ác mộng" của ông từng bị khó khăn lúc phát hành, sau này được trao giải thưởng Hùng Vương của tỉnh Phú Thọ.
Trong 45 năm (1960-2005) cầm bút, Ngô Ngọc Bội đã cho xuất bản 15 tập truyện ngắn và tiểu thuyết, cùng khoảng 80 bài bút kí – phóng sự – ghi chép văn học, in trên các báo có uy tín.
Thời kỳ làm Trưởng ban Văn xuôi của báo Văn nghệ, ông đã mở cửa cho văn đàn náo động lên với các truyện ngắn của Nguyễn Huy Thiệp, Phạm Thị Hoài, Tạ Duy Anh... hoặc các bút ký gây tiếng vang như ''Chuyện của ông vua lốp''. Chính Ngô Ngọc Bội đã đặt bút danh cho Phạm Thị Hoài. Khi nữ nhà văn này gửi đến báo Văn nghệ các truyện ngắn với bút danh Phạm Hoài Nam, ông đã khuyên và cô đã nghe, bút danh Phạm Thị Hoài gợi và đặc biệt phù hợp với chất văn của cô.
Ngô Ngọc Bội đã nhận được nhiều giải trưởng về văn học: Giải nhất cuộc thi truyện ngắn báo Văn học 1960 (với truyện ngắn ''Bộ quần áo mới''); Giải thưởng tiểu thuyết của Uỷ ban Nông nghiệp Trung ương năm 1976 (với tiểu thuyết Ao làng); Giải nhất cuộc thi ký, phóng sự Đài Phát thanh Tiếng nói Việt Nam 1987 (với ký ''Tình cát sỏi''); Giải thưởng văn học Hùng Vương năm 1991 của tỉnh Vĩnh Phú (Phú Thọ) (với tiểu thuyết Ác mộng); Giải thưởng Côn Sơn tỉnh Hải Hưng 1991-1995 (với tiểu thuyết Gió đưa cành trúc); Giải B – Giải thưởng văn học 5 năm 2001 – 2005 của tỉnh Phú Thọ (với tiểu thuyết Đường trường khuất khúc - 2003).
Năm 2012, ông được tặng Giải thưởng Nhà nước về Văn học Nghệ thuật với cụm tác phẩm: Ao làng (tiểu thuyết); Chị Cả Phây (tập truyện ngắn); Đường trường (tiểu thuyết); Đường trường khuất khúc (tiểu thuyết).

## Tác phẩm chính
- Chị Cả Phây (tập truyện, 1963)
- Đất bỏng (ký sự, 1968);
- Ao làng (tiểu thuyết, 1975)
- Nợ đồi (tập truyện, 1984)
- Lá non (tiểu thuyết)
- Ác mộng (tiểu thuyết, 1990)
- Mênh mang cổng trời (tiểu thuyết, 1992)
- Gió đưa cành trúc (tiểu thuyết, 1994)
- Những mảnh vụn (tập truyện, 1996)
- Tơ vương (tiểu thuyết, 2000)
- Đường trường (tiểu thuyết, 2001)
- Đường trường khuất khúc (tiểu thuyết, 2003)
- Ẩm ương đi lấy chồng (tập truyện, 2005),

Nguồn: 

## Vinh danh
- Giải thưởng Nhà nước về Văn học Nghệ thuật năm 2012.

### Giải thưởng văn học
- Giải nhất cuộc thi truyện ngắn báo Văn học 1960
- Giải thưởng tiểu thuyết của Uỷ ban Nông nghiệp Trung ương năm 1976
- Giải nhất cuộc thi ký, phóng sự Đài Phát thanh Tiếng nói Việt Nam 1987
- Giải thưởng văn học Hùng Vương năm 1991 của tỉnh Vĩnh Phú (Phú Thọ)
- Giải thưởng Côn Sơn tỉnh Hải Hưng 1991-1995
- Giải B – Giải thưởng văn học 5 năm 2001 – 2005 của tỉnh Phú Thọ